# شهرداری پریکول
شهرداری پریکول (به لاتین: Priekule Municipality) یک شهرداری در لتونی است. شهرداری پریکول ۶٬۶۱۱ نفر جمعیت دارد.